# Una moglie in pericolo
Una moglie in pericolo è un film del 1939 diretto da Max Neufeld. Prodotto dall'Astra Film la pellicola è stata girata negli studi di Cinecittà ottenendo il visto censura n. 30648 il 3 giugno 1939.

## Trama
Mary Arnold partecipa ad un ballo mascherato ma per non cedere alle avances di un corteggiatore si fa sostituire dalla cameriera Michelina ma questo stratagemma non impedisce al marito di avere dei sospetti.